# St. Jude Medical
St. Jude Medical ist ein global operierendes Unternehmen, das medizinische Geräte für Krankheiten des Herzens und des Nervensystems herstellt, darunter Herzschrittmacher, implantierbare Defibrillatoren, Neurostimulatoren und Herzklappen. Der Hauptsitz des Unternehmens befindet sich in St. Paul, Minnesota in den Vereinigten Staaten. St. Jude Medical ist an der New Yorker Börse und im S&P 500 Index gelistet. Das Unternehmen verkauft Produkte in mehr als 100 Ländern. In Deutschland wird St. Jude Medical derzeit von über 300 Mitarbeitern vertreten. Die Zentrale befindet sich in Eschborn in der Nähe von Frankfurt am Main. Das Unternehmen wurde nach dem Apostel Judas Thaddäus benannt, dem Schutzpatron von hoffnungslosen Fällen.
St. Jude Medical wurde 1976 gegründet und trat ein Jahr später den Börsengang an. Im Januar 2017 wurde St. Jude Medical durch Abbott Laboratories für 25 Mrd. US$ übernommen. Seit 2010 wird das Unternehmen auch unter den Fortune 500 gelistet.

## Geschichte

### Frühgeschichte
1958 entwickelte der schwedische Ingenieur Rune Elmqvist den ersten implantierbaren Herzschrittmacher der Welt. Gemeinsam mit dem Arzt Åke Senning pflanzte er den Schrittmacher am 8. Oktober 1958 in Stockholm einem Patienten ein. Die von Elmquist gegründete Firma ist heute Teil von St. Jude Medical.
St. Jude Medical, benannt nach dem heiligen Judas Thaddäus (englisch Saint Jude), wurde im Jahr 1976 von Manny Villafana gegründet, um eine Therapie für sein Kind zu entwickeln, das unter einer schweren Herzklappenerkrankung litt. Die Doppelflistügelherzklappe wurde aus diesem Grund weiter entwickelt. Diese Herzklappe wurde ursprünglich 1972 in der University of Minnesota entwickelt. Die künstliche Doppelflügelherzklappe wurde in großen Teilen bei Dr. Demetre Nicoloff von der University of Minnesota und Don Hanson, Angestellter bei St. Jude Medical, entwickelt.
St. Jude Medicals Betriebsleiter seit der Gründung, LaVerne Rees, wurde 1981 Geschäftsführer. Rees bemühte sich eine eigene Kohlenstoffbeschichtung zu entwickeln. Dies führte zu einem Rechtsstreit mit Carbomedics, dem einzigen Anbieter von Kohlenstoffbeschichtungen für Herzklappen des Unternehmens. Lawrence Lehmkuhl folgte Rees 1985 als Geschäftsführer von St. Jude Medical. Lehmkuhl war der ehemalige Divisionsleiter bei der American Hospital Supply Corporation.  Kurz danach regelte St. Jude Medical den Rechtsstreit mit Carbomedics. Die beiden Unternehmen trafen eine Vereinbarung, der zufolge St. Jude Medical die Erlaubnis erhielt, weiterhin die Entwicklung und Produktion einer begrenzten Menge seiner eigenen Kohlenstoffbeschichtungen durchzuführen.
Die erste Herzklappe, die mit St. Jude Medicals Kohlenstoffbeschichtung erschaffen wurde, ist 1986 einem Patienten in Deutschland implantiert worden. Im gleichen Jahr expandierte das Unternehmen mit der Übernahme von Bioimplant.

### 1990er
Das Unternehmen gründete 1990 seine internationale Abteilung in Zaventem bei Brüssel.
Im April 1991 einigte St. Jude Medical sich mit Hancock Jaffe Laboratories auf die Gründung des Joint Venture Heart Valve Company mit dem Ziel, neue Gewebeherzklappen für den amerikanischen Markt zu entwerfen. Die erste biologische Herzklappe der Heart Valve Company wurde 1994 im Glenfield Hospital in Leicester, England einem Patienten implantiert. Im Januar 1996 übernahm St. Jude Medical den 50-%-Anteil an der Heart Valve Company von Hancock Jaffe Laboratories und wurde dadurch alleiniger Eigentümer.
Lawrence Lehmkuhl, der während seiner Amtszeit als Leiter des Unternehmens der Umsatz um 800 % gesteigert hatte, wechselte im März 1993 auf die Position des Chairmans; sein Nachfolger als Vorstandsvorsitzender und CEO von St. Jude Medical wurde Ronald Matricaria, ehemaliger Leiter des Nordamerika-Bereichs von Eli Lilly and Company. Matricaria drängte auf zunehmende Diversifizierung und Erweiterung des zu diesem Zeitpunkt von Herzklappen als einzigem Produkt stark abhängigen Unternehmens. Im Juni 1994 kündigte St. Jude Medical an, als zweites Standbein die Siemens-Tochter Pacesetter Inc., zu diesem Zeitpunkt zweitgrößter Hersteller von Herzschrittmachern der Welt, für 500 Millionen US-Dollar zu erwerben.
Im Januar 1996 konnte St. Jude Medical sein Geschäft durch den Kauf der Daig Corporation aus Minnetonka, Minnesota, eines Herstellers von Herzkathetern für diagnostische und therapeutische Behandlungen, für 442,5 Millionen US-Dollar weiter diversifizieren. Im September 1996 erwarb St. Jude Medical zudem Biocor Industria, einen brasilianischen Hersteller von biologischem Herzklappengewebe.
Im Februar 1999 wurde das Angio-Seal Geschäft von Tyco International erworben. Das Angio-Seal ist eine Punktions-Verschlussvorrichtung, die den Blutfluss während der Anwendung kardiologischer Verfahren wie dem Entfernen von Blutgerinnseln aus verstopften Arterien stoppt.
Matricaria trat als Vorstandsvorsitzender von St. Jude Medical im März 1999 ab; er wurde ersetzt durch Terry Shepherd, den Leiter des Herzklappengeschäfts von St. Jude Medical seit 1994, blieb jedoch Vorsitzender des St. Jude Medical Board.

### Spätere Geschichte
Im April 2003 erwarb St. Jude Medical den wichtigsten Vertriebspartner seiner Produkte in Japan Getz Bros. Co., Ltd. für 230 Millionen US-Dollar in Cash. Im Mai 2003 folgte eine Minderheitsbeteiligung an Epicor Medical, Inc., einem Hersteller von Geräten zur Behandlung von Vorhofflimmern, für 15 Millionen US-Dollar., die im Juli 2004 durch eine weitere Zahlung von 185 Millionen Dollar in einer vollständigen Übernahme des Unternehmens mündete.
Im Mai 2004 übergab Terry Shepherd die Position als CEO von St. Jude Medical an den bisherigen COO Daniel Starks. Das bis zu diesem Zeitpunkt schuldenfreie Unternehmen begann nun mit einer aggressiven Übernahmestrategie, um sein Wachstum zu beschleunigen. Durch den Zukauf von Irvine Biomedical Inc. im September 2004 für 47 Millionen US-Dollar vergrößerte St. Jude Medical sein Produktportfolio für elektrophysiologische Anwendungen.
Im Januar 2005 meldete St. Jude Medical den Erwerb von Endocardial Solutions, Inc.,
einen Hersteller von Systemen zur Lokalisation und Navigation diagnostischer und therapeutischer Ablationskatheter, für 272 Millionen US-Dollar. Im April 2005 kaufte St. Jude Medical den Hersteller kardiologischer Geräte Velocimed für 74 Millionen US-Dollar. Im November 2005 meldete St. Jude Medical die Übernahme von Advanced Neuromodulation Systems, einen Hersteller implantierbarer Neurostimulatoren, für 61,25 US-Dollar pro Aktie (etwa 1,3 Milliarden US-Dollar).
Im Januar 2006 schloss St. Jude Medical die Übernahme von Savacor für 50 Mio. US-Dollar in Cash ab. Savacor entwickelte damals gerade einen implantierbaren Sensor zur Entdeckung von Symptomen fortschreitenden Herzversagens.
Im Juli 2008 erwarb St. Jude Medical für 91 Millionen US-Dollar in Cash und eigenen Aktien EP MedSystems, Inc. einen Hersteller von Produkten zur Visualisierung, Diagnose und Behandlung von Herzrhythmusstörungen. Im Dezember 2008 gab St. Jude Medical bekannt, dass das Unternehmen die schwedische Radi Medical Systems AB für 250 Millionen US-Dollar in Cash sowie die israelische MediGuide Inc. für 300 Millionen US-Dollar in Cash akquiriert hat, um dadurch seine Bereiche Vorhofflimmern und Kardiologie auszubauen.
Durch die Übernahme des Medizintechnikherstellers Northstar Neuroscience, Inc. für 2 Millionen US-Dollar im Juni 2009 erweiterte St. Jude Medical sein Portfolio um eine Therapie zur Behandlung von schweren Depressionen, Schlaganfall und weiteren neurologischen Störungen durch Stimulation der Hirnrinde.
Im Oktober 2010 erwarb St. Jude Medical AGA Medical für 1,3 Milliarden US-Dollar. AGA Medical war ein in Plymouth (Minnesota) basiertes Unternehmen, das Produkte (einschließlich Verschlusssysteme) zur Behandlung von Herzfehlern herstellt. Im Jahr 2010 kaufte das Unternehmen auch LightLab Imaging, ein Unternehmen, das optische Kohärenztomographie entwickelt hat, um Ärzten bei der Behandlung von Herzerkrankungen zu helfen.
Im Dezember 2010 wurde der Verkauf der ICD-Elektroden Riata und Riata ST von St. Jude Medical durch die FDA gestoppt, nachdem bekannt worden war, sich bei diesen Geräten die Elektrodenummantelungen teilweise auflösen und im Körper des Patienten blanke Drähte freiliegen. Im Dezember 2011 ordnete die FDA einen Rückruf (Class I Recall) der Geräte an. Im Februar 2015 konnte St. Jude Medical einen großen Teil der aus diesem Problem resultierenden Klagen durch die Zahlung von bis zu 14,25 Millionen US-Dollar beilegen.
Im Mai 2011 erwarb St. Jude Medical eine Beteiligung am Medizintechnik-Startup Nanostim mit Sitz in Sunnyvale (Kalifornien), die dem Unternehmen auch eine exklusive Übernahmeoption sicherte. Nachdem Nanostim im Oktober 2013 die CE-Zulassung für den ersten miniaturisierten Herzschrittmacher, der direkt ins Herz implantiert wird, erhalten hatte, machte St. Jude Medical für 123,5 Millionen US-Dollar Gebrauch von dieser Option.
Im April 2013 verkündete St. Jude Medical eine umfangreiche, sich über die folgenden Jahre erstreckende Reorganisation seines Geschäftsbetriebs, bei der die zahlreichen in den Jahren zuvor übernommenen Unternehmen besser in den Gesamtkonzern integriert werden sollten. Das Unternehmen reduzierte seine zuvor vier Geschäftsbereiche auf nur noch zwei: Implantierbare elektronische Geräte sowie Kardiovaskuläre und Ablationstechnologie. Zudem wurden andere Funktionen wie Marketing, Informationstechnologie und Rechtsabteilung im Konzern zentralisiert. Gleichzeitig wurden 5 % der Mitarbeiter entlassen.
Im Juni 2013 schloss St. Jude Medical eine Vertriebspartnerschaft und einen Beteiligungsvertrag mit Übernahmeoption mit Spinal Modulation ab, dem Hersteller des Neurostimulatorsystems Axium. 2015 übte St. Jude Medical die erworbene Option aus und übernahm Spinal Modulation vollständig. Im August 2013 kaufte St. Jude Medical Endosense, ein Schweizer Unternehmen, das einen Katheter entwickelt hat, der den Druck misst, den ein Arzt während einer Katheterablation auf der Herzwand eines Patienten aufsetzt, für 170 Millionen US-Dollar.
Im Mai 2014 übernahm St. Jude Medical das private Unternehmen CardioMEMS, Inc. und dessen System zum drahtlosen Monitoring der Arteria pulmonalis, das wenige Tage zuvor die Zulassung der FDA erhalten hatte. Im August 2014 kaufte St. Jude Medical den Hersteller medizinischer Geräte NeuroTherm, der zur Behandlung chronischer Schmerzen eine Technik der Hochfrequenz-Facettendenervierung entwickelt hat.
Im September 2015 verkündete St. Jude Medical, dass CEO Daniel Starks nach mehr als 11 Jahren seine Position am 1. Januar 2016 aufgeben und der bisherige COO Michael T. Rousseau sein Nachfolger werden wird. Am 13. Oktober 2015 gab St. Jude Medical bekannt, den Weltmarktführer für künstliche Herzen Thoratec in der größten Akquisition seiner Unternehmensgeschichte für 3,3 Mrd. US-Dollar übernommen zu haben.
Im August 2017 gab es von der US-Arzneimittelaufsicht FDA einen Aufruf, die Software von St. Jude-Herzschrittmachern aktualisieren zu lassen, weil es Sicherheitslücken gebe. Betroffen sind mehr als 500.000 Träger weltweit, davon 12.661 in Deutschland.

## Produktportfolio
St. Jude Medical ist ein Hersteller von implantierbaren Kardioverter-Defibrillatoren, Herzschrittmachern, Elektrophysiologie-Kathetern, Gefäßverschlussprodukten, Herz-Mapping- und Visualisierungssystemen, optischen Kohärenztomographie Bildsystemen, strukturellen Herzreparaturprodukten und Neurostimulationsgeräten.
Im Jahr 2013 begann das Unternehmen mit der Vermarktung des Ilumen Optis Device, einem Diagnose- und Bewertungsinstrument für Patienten mit koronarer Herzkrankheit. Das Gerät verwendet fraktionelle Flussreserve zur Messung von intraarteriellem Druck und optische Kohärenztomographie, um Ärzten die Möglichkeit zu geben, die Arterien innerhalb des Patienten zu untersuchen.
St. Jude Medical betreibt sechs Technologiezentren in
1. Brüssel (Belgien)
2. Peking (China),
3. Tokio (Japan),
4. Austin, Texas (USA)
5. Saint Paul, Minnesota (USA) und
6. Sylmar, Kalifornien (USA).[56][57][58]

Diese Zentren bieten Schulungen für Ärzte an und ermöglichen es ihnen, Verfahren mit Geräten und Technologien von St. Jude Medical zu simulieren.
Das Unternehmen liefert heute Produkte für die Behandlung von Herzrhythmusstörungen, Herzklappenerkrankungen, koronaren Herzkrankheiten, Herzinsuffizienz, Bluthochdruck und weiteren Krankheiten des Herz-Kreislauf-Systems, chronischen Schmerzen, Parkinson und neurologischen Beschwerden.